# Partidul Social-Democrat din Ungaria
Partidul Social-Democrat din Ungaria (în maghiară Magyarországi Szociáldemokrata Párt, MSZDP) este un partid politic social-democrat din Ungaria. Partidul a fost dizolvat în timpul ocupării Ungariei de către Germania Nazistă (1944-1945) și în perioada regimului comunist din Ungaria din anul 1948 până în 1989. El a funcționat în mod legal pentru o perioadă scurtă de timp, în timpul Revoluției din 1956.
A făcut parte din guvernul Károlyi (1918-1919), guvernul Berinkey, guvernul Peidl (1919), Adunarea Națională Provizorie (1944-1945) și din guvernul Dinnyés (1947-1948). A fost reorganizat după căderea regimului comunist din Ungaria în 1989.
MSZDP este membru al internaționalei Socialiste și a Alianței Progresiste și face parte din Partidul Socialiștilor Europeni (PES).

## Privire de ansamblu
Ungaria, ca parte a Austro-Ungariei:
- 1868-1890 Asociația Generală a Muncitorilor (Általános Munkásegylet)
- 1890-1918 Partidul Social-Democrat din Ungaria (Magyarországi Szociáldemokrata Párt) - partid independent

Ungaria ca țară independentă:
- 1918-1939 Partidul Social-Democrat din Ungaria (Magyarországi Szociáldemokrata Párt) - partid independent
- 1939-1948 Partidul Social-Democrat (Szociáldemokrata Párt) - a fuzionat cu Partidul Poporului Muncitor Maghiar
- octombrie - noiembrie 1956 Partidul Social-Democrat (Szociáldemokrata Párt)
- 1989 Partidul Social-Democrat din Ungaria (Magyarországi Szociáldemokrata Párt)

## Istoria până în 1989
Partidul a crescut în putere și influență până la Primul Război Mondial, care a dus la divizarea partidului în facțiuni pro-război și anti-război. Haosul care a urmat războiului a dus la prăbușirea Monarhiei dualiste austro-ungare. Conducătorii MSZDP au intrat în guvern ca parte a unei administrații postbelice socialiste. Revoluția sovietică și contra-revoluția au dus la o reacție brutală împotriva taberelor politice. Acestea au cauzat o Teroare Roșie și o Teroare Albă. Mulți adepți ai MSZDP au fost uciși în timpul Terorii Albe. Întreaga stângă politică a boicotat alegerile din 1920, care a dus la victoria dreptei și o guvernare continuă a dreptei pe tot parcursul perioadei interbelice.
MSZDP a încheiat o înțelegere în 1921 cu guvernul patronat de regentul Miklós Horthy prin Pactul Bethlen-Peyer. Membrii mai radicali au fost înlăturați, iar activitatea sindicatelor s-a desfășurat din ce în ce mai mult în clandestinitate în anii 1930. După 1939, partidul a devenit cunoscut ca SZDP, eliminând cuvântul „Magyarországi” (din Ungaria) din denumire. Mediul politic a devenit din ce în ce mai ostil în timpul celui de-al Doilea Război Mondial și activitatea partidului s-a redus tot mai mult. În timpul ocupării Ungariei de către naziști în 1944, partidul a fost declarat ilegal. Mulți membri ai conducerii au fost executați, iar restul au fost închiși sau au desfășurat activități clandestine.
Partidul a fost membru al Internaționalei Muncitorești Socialiste între 1923 și 1940.
MSZDP a participat la alegerile din noiembrie 1945, obținând locul al doilea în preferințele electoratului. În perioada 1945-1948, MSZDP a guvernat în colaborare cu Partidul Civic Independent al Micilor Proprietari și Lucrători Agrari (FKgP). Ele au fost supuse unei presiuni crescânde pentru a fuziona cu Partidul Comunist Ungar. În cele din urmă, membrii aripii de dreapta au fost excluși din MSZDP, ceea ce a permis partidului să se alăture în mod oficial Partidului Poporului Muncitor Maghiar susținut de sovietici. Odată cu înființarea poliției de stat, membrii MSZDP au fost din ce în ce mai presați să coopereze cu comuniștii. Gruparea a devenit cel mai mare partid în 1947, dar până la sfârșitul anului 1948 MSZDP a încetat să mai funcționeze în mod independent.
MSZDP a reapărut sfidător în timpul Revoluției Maghiare din 1956. Sub conducerea lui Anna Kéthly, Gyula Kelemen și József Fischer MSZDP a avut un rol proeminent în guvernul provizoriu al lui Imre Nagy. Pentru prima dată după mulți ani, ziarul partidului Népszava a fost publicat în mod independent. După înăbușirea Revoluției în 1956 și 1957, MSZDP a dispărut din nou ca urmare a represiunii autorităților, iar o mare parte dintre conducători au fugit în exil.
Înmuierea treptată a politicilor guvernamentale oficiale în Ungaria în anii 1970 și 1980 a făcut ca mulți conducători ai Partidului Socialist Muncitoresc din Ungaria (MSZMP), să fie asociați cu comunismul reformist, care nu a fost, uneori, greu de distins de social-democrație.

## Istoria după căderea comunismului
În 1989 MSZDP a fost reînființat și a avut un rol important în regimul de tranziție înainte de primele alegeri libere. MSZMP, numit acum Partidul Socialist Maghiar (MSZP), a început cu o bază mare de membri, o mulțime de resurse financiare și o bază de electorat. MSZP și MSZDP au fost în competiție pentru obținerea sprijinului electoratului cu idei de stânga.
Perioada de tranziție a fost marcată de o stare de haos în nou reformatul MSZDP. Au fost multe neînțelegeri în cursul anului 1989 cu privire la direcția pe care trebuia să o urmeze MSZDP și un grup s-a separat de partid și a format în decembrie 1989 Partidul Social-Democrat „Istoric” (SZDP sau tSZDP). SZDP a pretins a fi succesorul ideologic al „anticomunistului” MSZDP din 1945-1948 și 1956. Un alt partid separatist a apărut tot în 1989 - Partidul Social-Democrat Independent (FSZDP). Rezultatele alegerilor din 1990 sub conducerea Annei Petrasovits a fost o mare dezamăgire pentru MSZDP, din moment ce partidul reînființat nu a reușit să atingă pragul parlamentar de 5%. După înlocuirea lui Petrasovits, Endre Borbély și Zoltán Király au deținut funcția timp de câte un an.
După înfrângerile în alegerile din 1990 și 1994, MSZDP nu a reușit să treacă pragul de intrare în Parlament nici la alegerile ulterioare. Păstrându-și în continuare statutul său separat, el a devenit tot mai legat de MSZP. Liderul său (din 1994), László Kapolyi, a fost ales în Parlament în 2002 ca parte a unei înțelegeri MSZP–MSZDP. Între 2002 și 2010, el a fost parlamentar al grupului MSZP și după 2007 i s-a alăturat Gábor Hárs, un „dezertor” din MSZP.
În 2007 și 2008, mai multe dezertări din MSZP către MSZDP în Óbuda și Zugló au creat presiunea de definire mai clară a unei perspective social-democrate independente pentru a diferenția acest partid de MSZP. Ca răspuns la aceasta, László Kapolyi a încercat să prevină alte aderări la partidul său, sub presiunea conducerii MSZP. Cu toate acestea, presiunea restului membrilor MSZDP a creat tensiuni. În noiembrie 2009, un număr de organizații locale MSZDP au decis în mod autonom să formeze alianțe electorale cu Stânga Verde, fără acordul conducerii naționale a MSZDP. Datorită legăturilor strânse ale conducerii cu MSZP, MSZDP nu a reușit să profite de nepopularitatea în creștere a MSZP până la alegerile parlamentare din Ungaria din 2010 și era opinii că nu avea mai mult de 100 de membri activi.
La Congresul al XLV-lea din 8 octombrie 2011, Kapolyi a fost reales în calitate de președinte, iar Andor Schmuck a fost ales ca secretar general. La Congresul al XLVI-lea din 24 noiembrie 2012, președintele Kapolyi nu a mai candidat din nou, iar Schmuck a fost ales ca succesor al său. Pe 26 mai 2013 a fost făcută o încercare de dizolvare oficială a MSZDP, iar un mic grup a format un partid succesor denumit Partidul Social-Democrat Maghiar (Szocdemek), sub conducerea lui Andor Schmuck, excluzându-l pe fostul lider László Kapolyi. Decizia Congresului a fost contestată. Adversarii politici ai lui Schmuck l-au ales din nou președinte pe Kapolyi. Partidul Social-Democrat condus de Kapolyi a participat la alegerile generale din 2014, la fel ca și noul partid al lui Schmuck, care a luat cea mai mare parte a membrilor și o mare parte din infrastructura MSZDP. László Kapolyi a murit pe 29 noiembrie 2014, după o lungă boală.

## Rezultatele alegerilor
| Anul alegerilor | Adunarea Națională                                | Adunarea Națională                                | Adunarea Națională                                | Adunarea Națională                                | Guvernare                                         |
| Anul alegerilor | nr. voturilor                                     | % din total voturilor                             | mandate obținute                                  | +/–                                               | Guvernare                                         |
| --------------- | ------------------------------------------------- | ------------------------------------------------- | ------------------------------------------------- | ------------------------------------------------- | ------------------------------------------------- |
| 1920            | MSZDP a boicotat alegerile din cauza Terorii Albe | MSZDP a boicotat alegerile din cauza Terorii Albe | MSZDP a boicotat alegerile din cauza Terorii Albe | MSZDP a boicotat alegerile din cauza Terorii Albe | MSZDP a boicotat alegerile din cauza Terorii Albe |
| 1922            | 277.481                                           | 17 % (#2)                                         | 25 / 245                                          | Nou                                               | în opoziție                                       |
| 1926            | 126.824                                           | 11.1 % (#3)                                       | 14 / 245                                          | ▼ 11                                              | în opoziție                                       |
| 1931            | 165.794                                           | 11 % (#4)                                         | 14 / 245                                          | ▬ 0                                               | în opoziție                                       |
| 1935            | 132.052                                           | 6.7 % (#4)                                        | 11 / 245                                          | ▼ 3                                               | în opoziție                                       |
| 1939            | 126.637                                           | 3.4 % (#4)                                        | 5 / 260                                           | ▼ 6                                               | în opoziție                                       |
| 1944            | (#2)                                              | 125 / 498                                         | ▲ 120                                             | la guvernare                                      |                                                   |
| 1945            | 823.250                                           | 17.4 % (#2)                                       | 69 / 409                                          | ▼ 56                                              | la guvernare                                      |
| 1947            | 742.171                                           | 14.86 % (#4)                                      | 67 / 411                                          | ▼ 2                                               | la guvernare                                      |
| 1990            | 174.409                                           | 3.6 % (#8)                                        | 0 / 386                                           | extra-parlamentar                                 |                                                   |
| 1994            | 51.122                                            | 0.9 % (#11)                                       | 0 / 386                                           | ▬ 0                                               | extra-parlamentar                                 |
| 1998            | 5.689                                             | 0.1 %                                             | 0 / 386                                           | ▬ 0                                               | extra-parlamentar                                 |
| 20021           | 41.461                                            | 0.7 %                                             | 1 / 386                                           | ▲ 1                                               | extra-parlamentar                                 |
| 20062           | nu a participat                                   | nu a participat                                   | 1 / 386                                           | ▬ 0                                               | extra-parlamentar                                 |
| 2010            | 4.117                                             | 0.08 %                                            | 0 / 386                                           | ▼ 1                                               | extra-parlamentar                                 |
| 2014            | 937                                               | 0.02 %                                            | 0 / 199                                           | ▬ 0                                               | extra-parlamentar                                 |

1 A avut candidați pe lista Partidului Socialist Maghiar (MSZP). Președintele partidului László Kapolyi a fost ales deputat și s-a alăturat grupului parlamentar MSZP.
2 Kapolyi a fost ales deputat de pe Lista Națională a MSZP. În 2008, deputatul socialist Gábor Hárs a părăsit partidul și s-a alăturat MSZDP.

## Secretari generali, apoi președinți
- Pál Gábor Engelmann (1890–1892)
- Manó Buchinger (1905–1919)

Partidul a fuzionat cu Partidul Socialist din Ungaria (1919)
- Gyula Peidl (1919)
- Károly Peyer (1919–1938)
- Árpád Szakasits (1938–1942)
- György Marosán (1942–1945)
- Árpád Szakasits (1945–1948)

Partidul a fuzionat cu Partidul Poporului Muncitor Maghiar (1948-1956)
- Anna Kéthly (1956)

Partidul desființat (1956-1989)
- Anna Petrasovits (1989–1992)
- Endre Borbély (1992–1993)
- Zoltán Király (1993–1994)
- László Kapolyi (1994–2012)
- Andor Schmuck (2012–2013)
- László Kapolyi (2013–2014)
- László Andráska (2015-2017)
- László Hasilló (din 2017)